# II Festival Viva Dichato
El II Festival Viva Dichato se realizó los días 2, 9, 16 y 23 de febrero de 2013 en la cancha de Dichato, ubicada a tres cuadras de la playa de la ciudad. El festival se transmite en un canal nacional, Mega, quien compró los derechos para transmitir este festival. El propósito de este evento fue aumentar el turismo que se vio afectado desde el tsunami que afectó a la ciudad luego del terremoto del 27 de febrero de 2010. El animador del evento es Luis Jara, el cual fue acompañado por Pamela Díaz en la primera noche. En la segunda noche fue acompañado por Pamela Le Roy, mientras que en la tercera por Nydian Fabregat y en la cuarta y última jornada por Macarena Venegas.

## Antecedentes
Tras el éxito de la versión anterior, surgió la idea de repetir el festival durante el 2013. La comunidad dichatina y tomecina inició, durante el mes de agosto de 2012, un proceso de recolección de firmas, con el objetivo de obtener apoyo de privados y de las autoridades regionales para la iniciativa de realizar una nueva edición de Viva Dichato el 2013. Se recolectaron más de 15 mil firmas, que superaron ampliamente la meta impuesta de 5 mil. Estas firmas fueron entregadas al creador y director Jorge Saint Jean y al entonces delegado presidencial de aldeas y campamentos en la zona, Felipe Kast, quien el 10 de noviembre confirmó vía Twitter y en persona al alcalde de Tome, dirigentes, emprendedores y empresarios turísticos la realización del evento durante el verano del 2013, tras lograr un acuerdo con Mega para la televisación del festival, además Saint Jean manifesto que durante marzo se realizara un análisis para una posible tercera versión para el 2014.

## Webshow
Todos los sábados de febrero a las 21:30 horas. se transmite a través de la página de Mega (Mega.cl), un webshow (programa en línea) que permite interactuar con las personas a través de Facebook y Twitter. Los animadores de este programa en línea son Carla Jara y Francisco Kaminski.

## Entrega de entradas
Las entradas para Viva Dichato estuvieron disponibles a partir del martes 29 de enero de 2013 desde las 10.00 h en los siguientes puntos:
- Concepción: Radio Bio-Bio, O´higgins 640 piso 3.
- Dichato: Canchas de Dichato, Sector de escenario.
- Tomé: Estadio Municipal, Mariano Egaña 1810.
- Chillán: Radio Ñuble, 5 de abril 655.
- Coronel: 30 de enero, lugar por confirmar.

## Escenario
El lugar donde se realizará Viva Dichato 2013, es el mismo del año pasado y para evitar problemas con la lluvia y el barro, los organizadores instalaron una capa de ripio que ayudará al escurrimiento del agua. La localidad de Dichato es parte de la comuna de Tomé, se ubica a poco más de 35 kilómetros de Concepción y su festival nació como una forma de reconstruir el espíritu y el alma de los habitantes de uno de los sectores más afectados por el terremoto y posterior maremoto del 27 de febrero de 2010. En su segunda versión, y al igual que la del 2012, el evento será transmitido en vivo por Mega junto con Radio Bio Bio y Radio Candela FM.

## Desarrollo

### Día 1 (sábado 2)
| N.º | Nombre                      | Descripción                                                                    |
| --- | --------------------------- | ------------------------------------------------------------------------------ |
| 1   | Los Indolatinos             | Humoristas. Ganadores de Coliseo Consagrados                                   |
| 2   | / DJ Méndez                 | Cantante chileno de rap, hip hop y electro pop-rap                             |
| 3   | "La Pola"                   | Humorista. Ganadora de Coliseo: La revancha                                    |
| 4   | Henry Santos                | Cantante de bachata                                                            |
| 5   | Centella                    | Humorista. Ganador de Coliseo Romano II. Segundo lugar de Coliseo: La revancha |
| 6   | Ráfaga (con Rodrigo Tapari) | Banda musical de cumbia                                                        |

### Día 2 (sábado 9)
| N.º | Nombre                 | Descripción                                                                    |
| --- | ---------------------- | ------------------------------------------------------------------------------ |
| 1   | Yuri                   | Cantante de pop latino y baladas románticas                                    |
| 2   | Pachuco y la Cubanacán | Grupo musical de cumbia chilena                                                |
| 3   | Rolo                   | Humorista. Cuarto lugar de Coliseo: La revancha                                |
| 4   | Cumbre Ranchera        | Grupos Rancheros: Los Hermanos Bustos, La Reina Isabel y Los Kuatreros del Sur |
| 5   | Zip Zup                | Humorista. Segundo lugar de Coliseo Consagrados                                |
| 6   | / Cumbre Kitsch        | Grupos de Música Tropical: Chocolate, Lito Díaz y Organización X               |

### Día 3 (sábado 16)
| N.º | Nombre                      | Descripción                                                      |
| --- | --------------------------- | ---------------------------------------------------------------- |
| 1   | / R Boys                    | Grupo haitiano-chileno de reguetón, antes llamado Reggaeton Boys |
| 2   | Croni-k                     | Grupo musical de reguetón chileno                                |
| 3   | Los Pollitos                | Humoristas. Tercer lugar de Coliseo: La revancha                 |
| 4   | Los Nocheros                | Grupo de folclor y baladas románticas                            |
| 5   | Chilenos de Oro (Nueva Ola) | Cantantes: Cecilia, Buddy Richard y José Alfredo Fuentes         |
| 6   | El Clavel                   | Humorista. Quinto lugar de Coliseo Consagrados                   |
| 7   | Tomo Como Rey               | Grupo de música tropical chileno                                 |

### Día 4 (sábado 23)
| N.º | Nombre          | Descripción                                                                    |
| --- | --------------- | ------------------------------------------------------------------------------ |
| 1   | Zalo Reyes      | Cantante chileno                                                               |
| 2   | Shamanes Crew   | Grupo musical chileno                                                          |
| 3   | La Pola         | Humorista. Ganador de Coliseo: La revancha                                     |
| 4   | La Sociedad     | Dúo chileno de pop y balada                                                    |
| 5   | Noche de Brujas | Banda musical de cumbia (Participación especial de Yamna Lobos y Thiago Cunha) |
| 6   | Millenium Show  | Humoristas. Tercer lugar de Coliseo Consagrados                                |
| 7   | Amar Azul       | Grupo de música tropical argentino                                             |

## Cobertura radial
El Festival Viva Dichato, además de ser televisado, cuenta con la cobertura completa del show por parte de Radio Bío-Bío y Candela FM.